# Zacne grzechy
Zacne grzechy – polska komedia kostiumowa z 1963 roku na podstawie powieści Siedem zacnych grzechów głównych Tadeusza Kwiatkowskiego. Rolę narratora w filmie pełni Jeremi Przybora.
Lokacje: Ojców, Zamek Pieskowa Skała.

## Obsada
- Irena Kwiatkowska – Firlejowa
- Henryk Bąk – ojciec Makary
- Alicja Sędzińska – karczmarka Kasia
- Andrzej Szczepkowski – przeor Ignacy
- Wiesław Gołas – Zbigniew Trzaska
- Franciszek Pieczka – Eustachy Topór herbu Topór
- Witold Pyrkosz – Onufry Gęba herbu Dolewaj
- Zygmunt Zintel – karczmarz Mateusz
- Jan Ciecierski – wielmoża Krasnopolski
- Mieczysław Czechowicz – sługa Wojtek
- Bogumił Kobiela – zakonnik Bertold
- Jarema Stępowski – Józef Litera
- Zofia Wilczyńska – pani Korycińska
- Stanisław Milski – zakonnik
- Krzysztof Litwin – strażnik